# NGC 55
NGC 55 (také známá jako Caldwell 72) je spirální galaxie v souhvězdí Sochaře vzdálená od Země přibližně 6,3 milionů světelných let. Spolu s NGC 300, která leží v podobné vzdálenosti, patří mezi galaxie nejbližší k Místní skupině galaxií a pravděpodobně leží mezi naší Galaxií a Skupinou galaxií v Sochaři. Se svým průměrem okolo 45 000 světelných let má asi poloviční velikost než naše vlastní Galaxie. Objevil ji australský astronom James Dunlop 4. srpna 1826.

## Pozorování

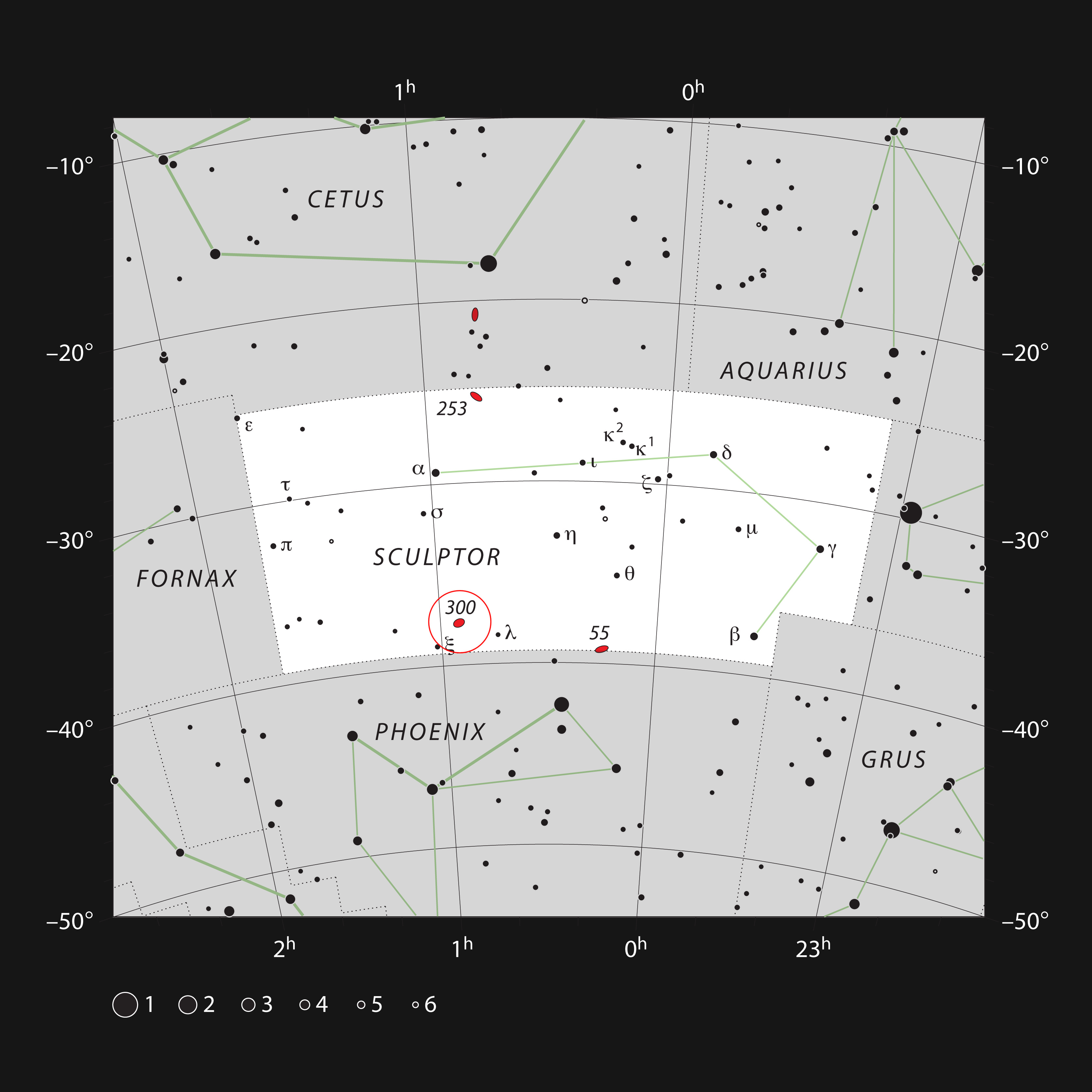
Poloha NGC 55 a NGC 300 v souhvězdí Sochaře

Na obloze se nachází v jižní části souhvězdí Sochaře u hranice se souhvězdím Fénixe, 15 stupňů jihozápadně od Galaxie Sochař a 3,5° severozápadně od hvězdy Ankaa (α Phe) s magnitudou 2,4. Úhlová velikost její delší strany zhruba odpovídá velikosti Měsíce při pohledu ze Země. Již v dalekohledu o průměru 5 palců (12,7 cm) by mělo jít rozpoznat základní tvary galaxie. Ve střední Evropě vychází pouze těsně nad obzor a severně od 51° severní šířky není viditelná vůbec. 8 stupňů východně leží  galaxie NGC 300.
Příručka Webb Society Deep-Sky Observer's Handbook
popisuje NGC 55 následovně: "Díváme se na ni téměř z boku, má nesymetrický vzhled a známky prachových pásů poblíž výduti, která je rozptýlená a poněkud protažená s ostrou jižní hranou. Jihovýchod výduti je silně zakřiven a ohraničen čtyřmi nebo pěti slabými uzlíky. Severní hrana je ostrá." Burnham ji nazval "výjimečnou galaxií jižní oblohy", která trochu připomíná zmenšený Velký Magellanův oblak.

## Sousední galaxie
NGC 55 a NGC 300 byly často řazeny mezi členy Skupiny galaxií v Sochaři, což je blízká skupina galaxií ve stejnojmenném souhvězdí. Ovšem nová měření jejich vzdáleností naznačují, že tato dvojice leží v popředí této skupiny a mimo její dosah.
Tato dvojice je pravděpodobně navzájem gravitačně vázána.